# Alluaudensia
Alluaudensia is een geslacht van halfvleugeligen uit de familie schuimcicaden (Cercopidae). De wetenschappelijke naam van dit geslacht is voor het eerst geldig gepubliceerd in 1920 door Lallemand.

## Soorten
Het geslacht Alluaudensia  is monotypisch en omvat slechts de volgende soort:
- Alluaudensia nigrolineata Lallemand, 1920